# Zech (ungarisches Adelsgeschlecht)

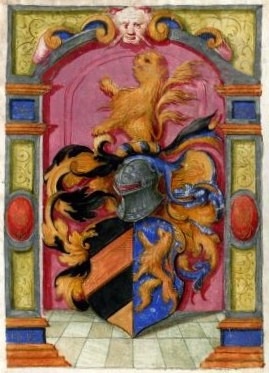
Wappen derer von Zech (1751)

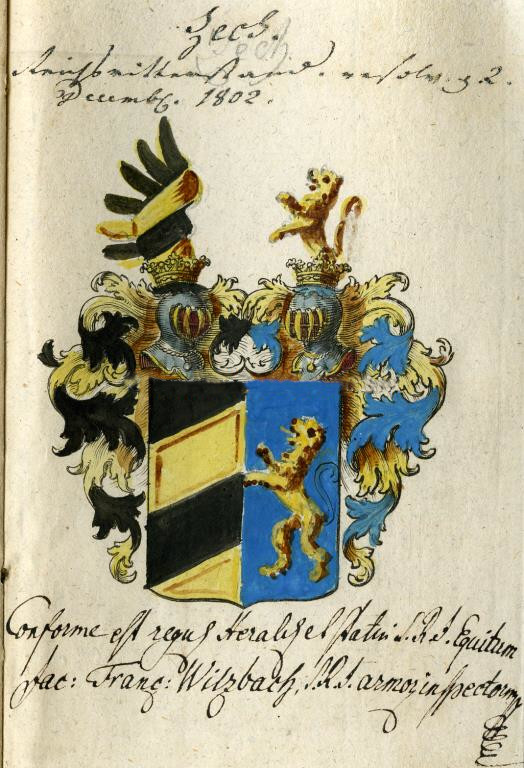
Wappen derer von Zech (1802)

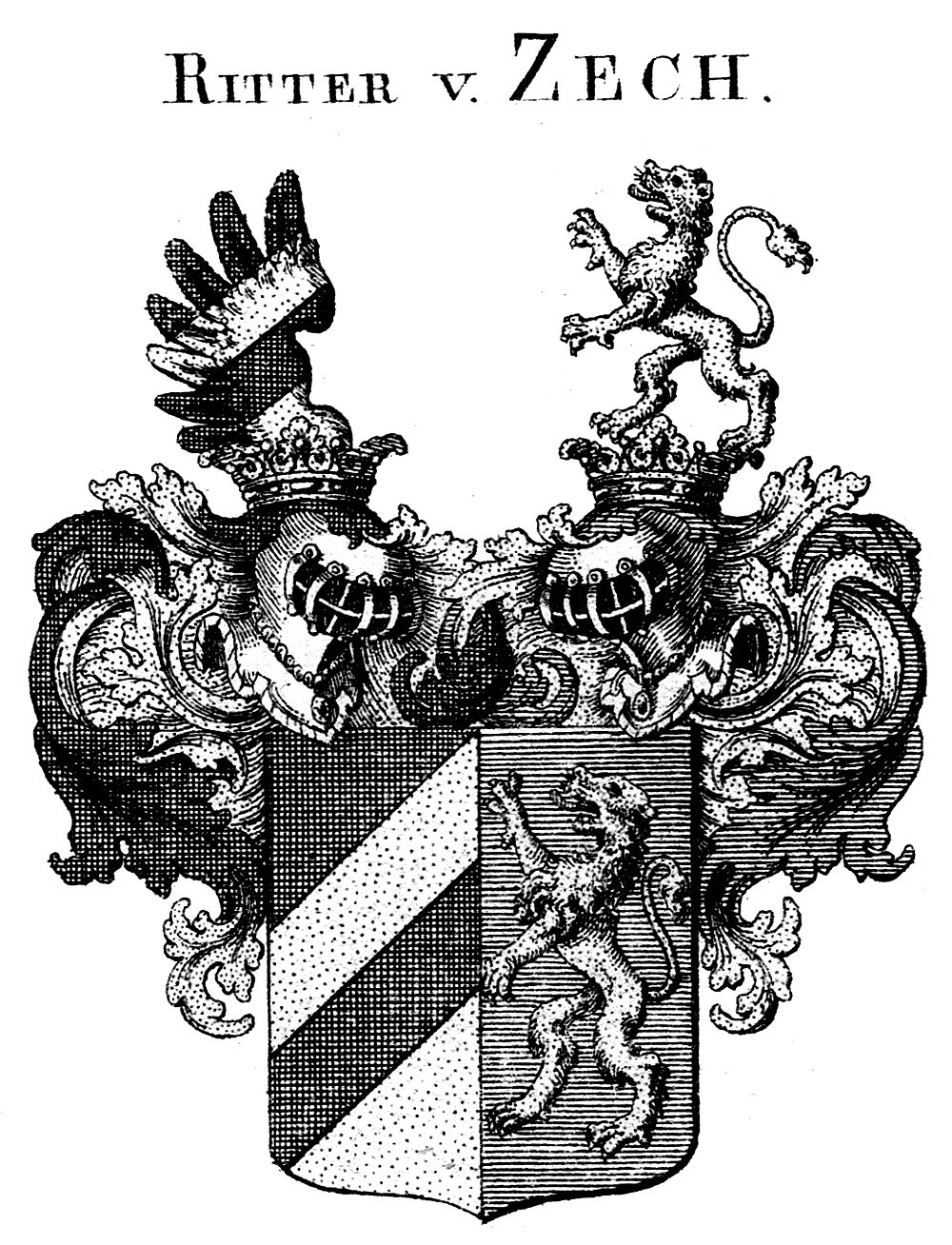
Wappen der Ritter von Zech

Die von Zech sind eine ursprünglich aus Ungarn stammende und in Baden und Württemberg ansässig gewordene Adelsfamilie. Es besteht keine Stammesverwandtschaft zu den schwäbischen Zech (von Deybach), den bayerischen Zech (auf Neuhofen) oder den sächsischen von Zech bzw. Zech-Burkersroda.

## Geschichte
Die aus Ödenburg in Ungarn stammende Familie von Zech erhielt bereits 1600 einen Wappenbrief. Die Stammreihe beginnt mit einem urkundlich 1698 erwähnten N.N. Zech.
1751 erhielt Philipp Eberhard von Zech, fürstlich württembergischer geheimer Rat und Kreisgesandter, den Freiherrnstand mit dem Prädikat „Edler Frei- und Panierherr von Zech“ und „Wohlgeboren“ verliehen.
Der 1790 in Ludwigsburg geborene Carl Ludwig Ferdinand Friedrich von Zech, Sohn des Oberstleutnants von Zech im Schwäbischen Kreis, trat in den badischen Militärdienst. 
Der aus Stuttgart stammende kaiserliche Reichspostkommissär zu Gotha und sachsen-gothaische Hofrat Heinrich Ludwig von Zech wurde durch Kaiser Franz II. am 2. Dezember 1802 in den Reichsritterstand erhoben und erhielt den Titel Edler von verliehen. Sein Enkel Carl von Zech (1812–1889) war von 1830 bis 1851 Besitzer des Rittergutes Kleinballhausen im Thüringischen Kreis. Dessen Sohn Ernst Friedrich Carl von Zech heiratete 1871 Wilhelmine, die Tochter des Hauptmanns von Minckwitz aus Gotha. Er starb 1921. Deren gemeinsamer Sohn war Karl Ulrich Ritter und Edler von Zech.
Daneben gab es den gleichnamigen Karl Ulrich Ritter und Edler von Zech (1811–1867), der in Württemberg als Legationsrat verblieben war. Er war mit Marie Louise Caroline (1817–1909), einer Tochter des Philosophen Friedrich Wilhelm Joseph Schelling verheiratet.

## Wappen
- Blasonierung des Wappens von 1751: Gespalten. Vorne von Schwarz und Gold drei Mal schräglinks geteilt, hinten in Blau ein goldener Löwe. Auf dem schwarz-blau-golden bewulsteten Helm mit rechts schwarz-goldenen und links blau-goldenen Helmdecken der Löwe wachsend.
- Blasonierung des Wappens von 1802: Schild wie 1751. Zwei gekrönte Helme: I. mit schwarz-goldenen Decken ein Flügel bezeichnet wie der Schild vorne; II. mit blau-goldenen Decken der Löwe wachsend.